# 両角政人
両角 政人（もろずみ まさと、まさんど、1899年1月25日 - 1988年12月30日）は、日本の新聞記者、スケート指導者。

## 経歴
長野県諏訪郡宮川村（現茅野市）出身。旧制諏訪中学（長野県諏訪清陵高等学校の前身）から早稲田大学政治経済学部に進み、1923年に体育会スケート部を創設し、第1回の学生選手権大会の組織などにあたり、1925年には日本学生氷上競技連盟を設立した。また、大学時代に学生新聞の編集に参画し、1926年に政治学科を卒業すると、報知新聞に入社し、運動部の設置に関わった。新聞記者として、報知新聞運動部長、読売新聞機報部長などを歴任するかたわら、1929年に発足した日本スケート連盟の運営に永く関わり、1937年以降、永く理事長を務めた。戦後は、1945年に、秋山慶幸らとともに日刊スポーツの設立に参加し、編集局長を務めた。
1972年札幌オリンピックの招致に尽力し、札幌五輪冬季大会組織委員会東京事務所長を務めた。
1972年に日本アイスホッケー連盟が結成された際には、初代会長となり、1973年に堤義明が会長に迎えられて以降は、1985年まで、副会長を務めた。
スケート関係者からは「モロさん」と愛称で呼ばれていた。

## おもな栄誉
- 藍綬褒章　-　1966年[2]
- 勲四等瑞宝章　-　1968年[2]

## 著書
- 「スケート」不昧堂書店、1959年
- 「楽しいスケーティング」成美堂書店、1966年